# Parque natural de Babia y Luna
El parque natural de Babia y Luna es un parque natural situado en los términos municipales de San Emiliano, Sena de Luna, Los Barrios de Luna y Cabrillanes en la provincia de León, España.
Bajo la vigilancia de la inmensa mole rocosa de Peña Ubiña (2417 m) se desarrolla el abrupto paisaje montañoso del valle de San Emiliano. A caballo de los valles leoneses de Babia y Luna, en el mismo confín de Asturias, este valle presenta, junto a las clásicas huellas de la erosión glaciar las no menos significativas muestras del relieve kárstico.
Entre la vegetación presente destacan las masas de haya, roble y el relicto sabinar —el más occidental de la península ibérica— de Mirantes de Luna. El valle de San Emiliano conserva interesantes núcleos rurales. Entre ellos destaca el conjunto de Riolago de Babia, con su palacio renacentista de los Quiñones y su sobrio recinto amurallado.

## Flora
La situación de la zona, sus características climáticas y el agreste relieve, junto con la complejidad de los materiales que afloran en la zona, han originado una variada cubierta vegetal, con características muy peculiares. El rasgo fundamental de la vegetación viene dado por el hecho de ser un punto de confluencia entre la vegetación atlántica y la mediterránea. Dentro del parque se dan buenos ejemplos de ambos tipos de vegetación, pues la vegetación del Norte, típicamente atlántica, contrasta con los valles meridionales, en los que se aprecia un cierto grado de mediterraneidad, como demuestra la presencia de sabinares, junto con otros taxones propios de la región mediterránea. La existencia del sabinar constituye, sin duda, la característica más peculiar de la zona, pues, esta formación, reliquia del Terciario, alcanza aquí el límite occidental de su área de distribución en Europa.
En las zonas típicamente atlánticas la vegetación arbórea está dominada por los bosques caducifolios de roble, principalmente de roble albar, aunque las formas híbridas con el melojo y el carballo son frecuentes, que se asientan en las vertientes meridionales, y de haya, en los enclaves septentrionales y de elevada humedad.

## Fauna
En cuanto a los aspectos faunísticos, el parque guarda relación con el resto de la vertiente meridional de la cordillera Cantábrica. Se trata éste de un área límite entre numerosas especies de origen eurosiberiano y otras de origen afromediterráneo. En muchos casos, las primeras encuentran en la Cordillera su límite meridional de distribución, a veces separadas de las poblaciones europeas, por quedar aisladas en las zonas altas. En cuanto a las segundas, la Cordillera les supone una barrera que impide su paso hacia el Norte, y actúa como límite septentrional de su área de distribución. Dentro de las especies singulares, destaca la presencia esporádica del oso pardo que, pasando por el corredor del Negrón bordea el límite Norte de la comarca de Luna. También se encuentra aquí el urogallo, endemismo subespecífico de la cordillera Cantábrica. Junto a ellos, hay que mencionar otras especies de interés como el lobo, la nutria, el águila real, buitre leonado, alimoche. La presencia del embalse de Barrios de Luna permite la existencia de poblaciones más o menos numerosas de aves acuáticas (Anátidas, Rállidas, Ardeidas, etc.). Entre las especies cinegéticas cabe apuntar el ciervo, el corzo, el rebeco y el jabalí.

## Geomorfología
El paisaje de este parque viene determinado por su altitud (casi el 50% de la zona supera los 1500 m), alcanzando su cota máxima en los 2417 m de la mole calcárea de la Peña Ubiña. El relieve es en general, bastante acusado salvo en aquellas áreas donde se ensancha la vega de los ríos importantes. Se conservan en numerosos puntos de la zona diversos rasgos morfológicos de origen glaciar (circos, morrenas laterales y frontales, horns y valles en artesa) y numerosas muestras de actuación de procesos kársticos debido a la relativa abundancia de formaciones carbonatadas (dolinas, uvalas, etc.).

## Paisaje
Debido a la complejidad litológica y florística de la zona, la riqueza paisajística del parque es grande, como consecuencia del juego de contrastes entre el roquedo calizo que debido a sus elevadas cotas se caracteriza por su escasa representación de la vegetación arbórea (presencia de pastizales, matorrales calcícolas y paredones rocosos) frente a las vastas extensiones de brezal que alternan con zonas de roquedo silíceo, piornal y bosques de roble, haya, abedul, ...

## Acceso
La principal vía de comunicación es la autopista Campomanes-León, que atraviesa la comarca de Luna por el este y enlaza con la carretera comarcal C-623 (León-Villablino), cuyo trazado es paralelo al río Luna. 
Desde Asturias también se accede por la carretera Trubia-Puente Orugo, a través del puerto de Ventana. 
Se puede acceder también desde la Nacional 630, viniendo de León hacia Asturias (por el puerto de Pajares), tomando en Pola de Gordón o Villamanín la comarcal que nos lleva directamente al embalse de Barrios de Luna.

## Límites del espacio natural protegido
- Límite Norte: recorre el límite provincial entre Asturias y León desde el alto de Las Moruecas,punto donde confluye el límite de términos municipales entre Villablino y Cabrillanes, hasta el alto de Carbajosa, punto de cruce con el límite de términos municipales entre Sena de Luna y Villamanín.
- Límite Este: recorre el límite de términos municipales de Sena de Luna con Villamanín y La Pola de Gordón y sigue por la línea de términos entre Los Barrios de Luna y La Pola de Gordón hasta el alto de la Ensancha (1784 m).
- Límite Sur: desde el alto de la Ensancha sigue por la divisoria de aguas que une los parajes de Milforcos, Vallina de Ablano (1635 m), Las Lombas (1617 m), La Forcada, alto de las Peñas (cotas 1621 m y 1656 m), Collado de la Espina, alto de Piornal (1465 m), collado de Ferreras y alto de Novachos (1499 m) para, desde aquí y por el saliente, bajar a la comarcal C-623 a la altura del cruce con la carretera que conduce a la presa del embalse de Los Barrios de Luna. Toma esta carretera para luego seguir por la que conduce a Irede de Luna. Una vez en Irede asciende por el arroyo del Loréo hasta ontactar con el límite de términos municipales entre los Barrios de Luna y Riello. Recorre la línea que separa el término municipal de Riello de Los Barrios de Luna, Sena de Luna y San Emiliano hasta llegar al Alto de la Cañada (2163 m). Desde aquí continúa por la línea de separación del término de Murias de Paredes con los de San Emiliano y Cabrillanes, hasta la carretera que une Los Bayos con Cabrillanes.
- Límite Oeste: recorre dicha carretera en dirección NE hasta su cruce con el arroyo de Valmayor, descendiendo por el mismo hasta llegar a Quintanilla de Babia. En este pueblo toma la carretera que lleva a Piedrafita de Babia y en éste la comarcal C-623 hasta su cruce con el límite de términos municipales entre Cabrillanes y Villablino, siguiéndolo, en dirección norte, hasta el alto de Las Moruecas, punto donde confluye con el límite provincial entre Asturias y León.

## Medidas de protección
La zona fue protegida en 1991 por la Ley 8/1991, de 10 de mayo, de Espacios Naturales de la Comunidad de Castilla y León. El 5 de mayo de 1992 se publicada en el Boletín Oficial de Castilla y León la Orden de 27 de abril de 1992, de la Consejería de Medio Ambiente y Ordenación del Territorio, que declara iniciado el plan de ordenación de los recursos naturales del espacio natural del valle de San Emiliano. Tras esto, el 24 de marzo de 2015 se declara parque natural bajo el nombre de «Babia y Luna».